# Gotthard Friedrich Stender

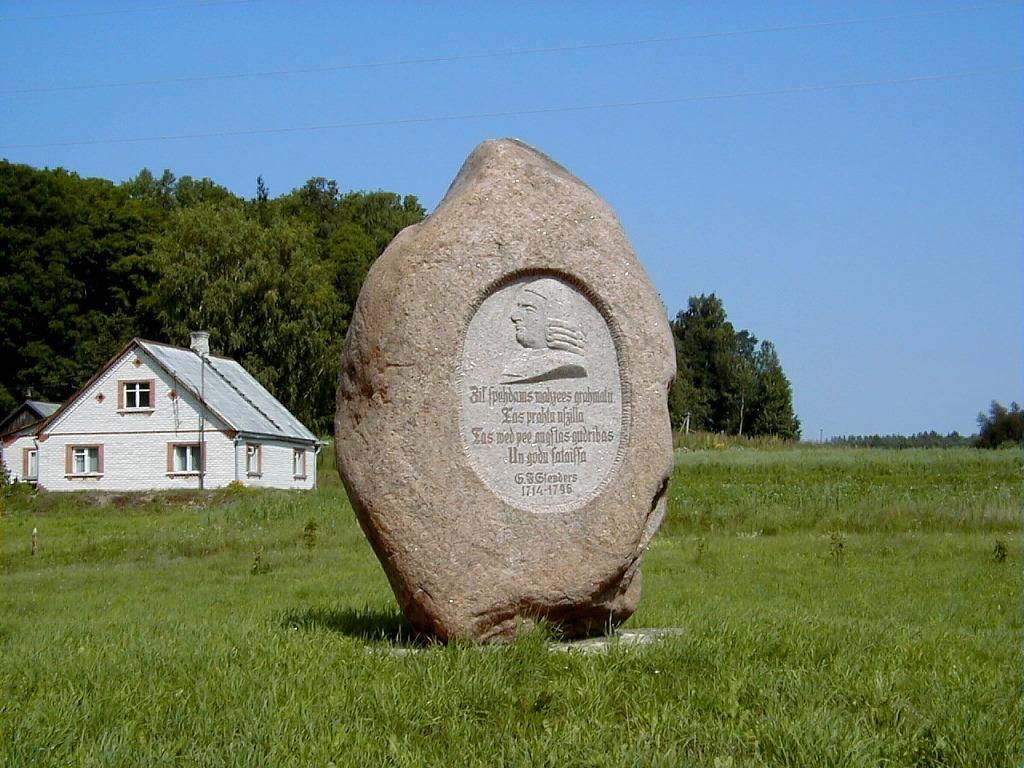
Emlékkő Stender születési helyének közelében Lašiban

Gotthard Friedrich Stender, lett nyelven: Gothards Frīdrihs Stenders vagy Ģederts Fridriks Štenders, (Öreg Stender néven is ismert) (Lassen, Kurföldi és Zemgalei hercegség,  1714. augusztus 27. – Sonnax, 1796. május 27.) balti német evangélikus lelkész, író, a lett irodalom egyik úttörője.

## Élete
Apja Hermann Konrad Stender evangélikus lelkész volt, nagyapja szintén mint lelkész tevékenykedett a Kurföldi és Zemgalei hercegség Selonia (ma: Sēlija, Lettország) régiójában. Először apja tanította, később a  subatei német iskolában tanult, ahol fő érdeklődési köre a latin nyelv volt. 1736 és 1739 közt a Jénai Egyetemen és a Hallei Egyetemen teológiát, retorikát és antik nyelveket tanult. Szülőföldjére való visszatérése után előbb magántanár volt, majd Jelgavában lett rendes tanár. 1744-től evangélikus plébánosként Birzgalében majd a Žeimelis-i plébánián dolgozott.
1759-ben családjával együtt Königslutter am Elm-be költözött, ahol egy helyi iskola rektora volt, de néhány hónappal később egy helyi pappal való nézeteltérése miatt Koppenhágába költöztek, ahol egy helyi kadétiskola földrajztanára lett. Itt egy földgömböt készített V. Frigyes dán király részére. Érdeklődni kezdett a szabadkőművesség iránt, egy páholy tagja is lett. 1765-ben tért vissza szülőföldjére, ahol élete végéig plébánosként szolgált a sēlpilsi és sunākstei plébánián. Fia, Alexander Johann Stender, unokája Johann Christian Stender és dédunokája, Karl Gottlob Stender szintén evangélikus lelkészek voltak.
Didaktikus meséket és idilli verseket írt lett nyelven az elnyomott lett parasztság felemelésére, illetve nevelésére. Költeményei világi jellegűek, a filozofikus hangvételű ódáktól a természet nagyságának dicsőítésén át az igénytelen, népies dalokig terjed tematikájuk. Munkássága széles körben befolyásolta a lett nép irodalmi ízlését, s rendkívüli népszerűségre tett szert. Noha a művek egyszerű nyelven és stílusban íródtak, az alig iskolázott 18. századi letteknek szóltak, s a 19. század során is nagyban elősegítették a lett iskolai oktatást. Lett nyelvtankönyvét és szótárát nem csupán a lettek és a balti németek használták, hanem Európa-szerte a külföldi nyelvészek is. Johann Gottfried Herder mellett Stender volt az első, aki találós kérdéseket, közmondásokat és szólásokat elemzett.
A Litván Nemzeti Bank 2014-ben Sender születésének 300. évfordulójára ezüst euro-emlékérmét bocsátott ki.

## Munkái
- Neue vollständige lettische Grammatik; 1761
- Beschreibung einer neuen höchst bequemen Waschmaschine; 1765
- Katechismus in Versen, zu einem erleichterten Religionsunterricht; 1781
- Lettische Grammatik; 1783
- Gedanken eines Greises über den nahen Zustand jenseit des Grabes; 1786
- Lettisches Lexicon; 1789
- Wahrheit der Religion wider den Unglauben der Freygeister und Naturalisten; Hartknoch, 1784
- Philosophische Gedanken über wichtige Gegenstände: als Beylagen zu den Gedanken eines Greises über den nahen Zustand jenseit des Grabes; 1795
- Fabeln und Erzählungen zur Bildung des Witzes und der Sitten der Letten nach ihrer Denkungs- und Mundart abgefasst

## Fordítás
- Ez a szócikk részben vagy egészben  a   Gotthard Friedrich Stender című angol Wikipédia-szócikk ezen változatának fordításán alapul.  Az eredeti cikk szerkesztőit annak laptörténete sorolja fel. Ez a jelzés csupán a megfogalmazás eredetét és a szerzői jogokat jelzi, nem szolgál a cikkben szereplő információk forrásmegjelöléseként.